# Hypenopsis sombrus
Hypenopsis sombrus är en fjärilsart som beskrevs av Ferguson 1954. Hypenopsis sombrus ingår i släktet Hypenopsis och familjen nattflyn. Inga underarter finns listade i Catalogue of Life.